# Danh sách di sản văn hóa Tây Ban Nha được quan tâm ở Algaida
Danh sách di sản văn hóa Tây Ban Nha được quan tâm ở Algaida.
| Tên                                                  | Dạng                                   | Địa điểm                             | Tọa độ                                        | Số hồ sơ tham khảo? | Ngày nhận danh hiệu?      | Hình ảnh                                                    |
| ---------------------------------------------------- | -------------------------------------- | ------------------------------------ | --------------------------------------------- | ------------------- | ------------------------- | ----------------------------------------------------------- |
| Cruz Colomer                                         | Di tích Cruz de término                | Algaida Calle de Colomer             | 39°33′27″B 2°53′38″Đ / 39,557402°B 2,893813°Đ | RI-51-0010242       | ngày 25 tháng 9 năm 1998  | Cruz de Colomer · Upload image                              |
| Cruz Randa                                           | Di tích Cruz de término                | Algaida                              | 39°31′32″B 2°55′01″Đ / 39,525655°B 2,916882°Đ | RI-51-0010246       | ngày 25 tháng 9 năm 1998  | Cruz de Randa · Upload image                                |
| Cruz Ses Costes Xorrigo (Cruz Sa Garriga)            | Di tích Cruz de término                | Algaida Carretera de Palma a Manacor | 39°34′09″B 2°50′08″Đ / 39,569134°B 2,835518°Đ | RI-51-0010354       | ngày 25 tháng 9 năm 1998  | Upload image                                                |
| Cruz Molino Santo (Cruz Sa Quarterada, hay Can Vico) | Di tích Cruz de término                | Algaida                              | 39°33′36″B 2°53′30″Đ / 39,560049°B 2,891625°Đ | RI-51-0010244       | ngày 25 tháng 9 năm 1998  | Cruz del Molino Santo · Upload image                        |
| Hang Cabrera                                         | Di tích Khảo cổ học                    | Algaida                              | 39°33′55″B 2°54′40″Đ / 39,565189°B 2,911139°Đ | RI-51-0001732       | ngày 10 tháng 9 năm 1966  | Upload image                                                |
| Nhà thờ Virgen Paz Castellitx                        | Di tích Kiến trúc tôn giáo             | Algaida                              | 39°32′47″B 2°55′38″Đ / 39,546265°B 2,927275°Đ | RI-51-0011115       | ngày 6 tháng 10 năm 2004  | Iglesia de la Virgen de la Paz de Castellitx · Upload image |
| Tàn tích tiền sử Son Mesquida Nou                    | Di tích Khảo cổ học                    | Algaida                              | 39°34′58″B 2°55′57″Đ / 39,582757°B 2,932541°Đ | RI-51-0001746       | ngày 10 tháng 9 năm 1966  | Upload image                                                |
| Tàn tích tiền sử Son Miquelet                        | Di tích Khảo cổ học                    | Algaida                              |                                               | RI-51-0001747       | ngày 10 tháng 9 năm 1966  | Upload image                                                |
| Tàn tích tiền sử Son Pere Bou                        | Di tích Khảo cổ học                    | Algaida                              | 39°34′08″B 2°55′49″Đ / 39,568789°B 2,930226°Đ | RI-51-0001748       | ngày 10 tháng 9 năm 1966  | Upload image                                                |
| Tàn tích tiền sử Son Ribes Pina (Ses Moles)          | Di tích Khảo cổ học                    | Algaida                              | 39°36′19″B 2°55′57″Đ / 39,605209°B 2,932405°Đ | RI-51-0001751       | ngày 10 tháng 9 năm 1966  | Upload image                                                |
| Talayote Sa Nhà Nova Pina                            | Di tích Khảo cổ học Văn hóa talayótica | Algaida                              | 39°35′35″B 2°55′50″Đ / 39,593044°B 2,93046°Đ  | RI-51-0001735       | ngày 10 tháng 9 năm 1966  | Upload image                                                |
| Capitel Cruz                                         | Di tích                                | Algaida                              |                                               | RI-51-0010240       | ngày 25 tháng 9 năm 1998  | Upload image                                                |
| Creu D'en Massot                                     | Di tích                                | Algaida                              |                                               | RI-51-0010239       | ngày 25 tháng 9 năm 1998  | Upload image                                                |
| Creu Binicomprat                                     | Di tích                                | Algaida                              |                                               | RI-51-0010245       | ngày 25 tháng 9 năm 1998  | Upload image                                                |
| Creu S'hostal D'en Gi O Sa Creueta                   | Di tích                                | Algaida                              |                                               | RI-51-0010241       | ngày 25 tháng 9 năm 1998  | Upload image                                                |
| Creu Sant Honorat                                    | Di tích                                | Algaida                              |                                               | RI-51-0010243       | ngày 25 tháng 9 năm 1998  | Upload image                                                |
| Hang Ca S` Estender (Sa Cova Fresca)                 | Di tích                                | Algaida                              |                                               | RI-51-0001737       | ngày 10 tháng 9 năm 1966  | Upload image                                                |
| Hang Ses Cases Noves                                 | Di tích                                | Algaida                              |                                               | RI-51-0001736       | ngày 10 tháng 9 năm 1966  | Upload image                                                |
| Hang Son Geant                                       | Di tích                                | Algaida                              |                                               | RI-51-0001743       | ngày 10 tháng 9 năm 1966  | Upload image                                                |
| Hang Son Llubí                                       | Di tích                                | Algaida                              |                                               | RI-51-0001744       | ngày 10 tháng 9 năm 1966  | Upload image                                                |
| Hang Son Maig                                        | Di tích                                | Algaida                              |                                               | RI-51-0001745       | ngày 10 tháng 9 năm 1966  | Upload image                                                |
| Hang Son Reus (Puig S' Escolà)                       | Di tích                                | Algaida                              |                                               | RI-51-0001749       | ngày 10 tháng 9 năm 1966  | Upload image                                                |
| Hang Son Ribes Pina (Cova Des Pa)                    | Di tích                                | Algaida                              |                                               | RI-51-0001750       | ngày 10 tháng 9 năm 1966  | Upload image                                                |
| Grupo Enterramiento Punxuat                          | Di tích                                | Algaida                              |                                               | RI-51-0001740       | ngày 10 tháng 9 năm 1966  | Upload image                                                |
| Grupo Enterramientos Sa Tháp (Es Velar)              | Di tích                                | Algaida                              |                                               | RI-51-0001753       | ngày 10 tháng 9 năm 1966  | Upload image                                                |
| Punxuat                                              | Di tích                                | Algaida                              |                                               | RI-51-0008330       | ngày 30 tháng 11 năm 1993 | Upload image                                                |
| Tàn tích Tiền sử Can Verd (Ses Tanquetes)            | Di tích                                | Algaida                              |                                               | RI-51-0001734       | ngày 10 tháng 9 năm 1966  | Upload image                                                |
| Tàn tích Tiền sử Castellitx Nou                      | Di tích                                | Algaida                              |                                               | RI-51-0001738       | ngày 10 tháng 9 năm 1966  | Upload image                                                |
| Tàn tích Tiền sử Es Pleto Albenya                    | Di tích                                | Algaida                              |                                               | RI-51-0001730       | ngày 10 tháng 9 năm 1966  | Upload image                                                |
| Tàn tích Tiền sử Puig Randa                          | Di tích                                | Algaida                              |                                               | RI-51-0001739       | ngày 10 tháng 9 năm 1966  | Upload image                                                |
| Tàn tích Tiền sử Ses Veles Velles Albenya            | Di tích                                | Algaida                              |                                               | RI-51-0001731       | ngày 10 tháng 9 năm 1966  | Upload image                                                |
| Tàn tích Tiền sử Son Bou (Es Corrallàs)              | Di tích                                | Algaida                              |                                               | RI-51-0001741       | ngày 10 tháng 9 năm 1966  | Upload image                                                |
| Talaiot Can Felet (Es Figueral)                      | Di tích                                | Algaida                              |                                               | RI-51-0001733       | ngày 10 tháng 9 năm 1966  | Upload image                                                |
| Talaiot Son Coll Nou                                 | Di tích                                | Algaida                              |                                               | RI-51-0001742       | ngày 10 tháng 9 năm 1966  | Upload image                                                |
| Talaiot Son Ribes Pina (Tanca Ses olIVeres)          | Di tích                                | Algaida                              |                                               | RI-51-0001752       | ngày 10 tháng 9 năm 1966  | Upload image                                                |
| Sa Creu                                              | Di tích                                | Algaida                              |                                               | RI-51-0010247       | ngày 25 tháng 9 năm 1998  | Upload image                                                |